# Hussein Al Oweini
Hussein Al Oweini (1900-1971) là một doanh nhân và chính trị gia Liban, từng làm thủ tướng Liban hai lần. Ông cũng giữ một số vị trí khác trong nội các.

## Thiếu thời
Oweini sinh năm 1900. Là một thành viên trong một gia đình Sunni ở Beirut.

## Sự nghiệp chính trị
Oweini đến Ả Rập Xê Út làm nhân viên kinh doanh cho hoàng gia Ả Rập Xê Út từ năm 1923 đến năm 1947. Ông cũng thành lập một công ty mang tên "Ne'ma Te'ma" tại Riyadh. Ông làm thủ tướng hai lần. Lần thứ nhất là dưới thời tổng thống Fuad Chehab, được bổ nhiệm ngày 14 tháng 2 năm 1951 để thay thế cho Riad Al Solh. Ông giữ chức đến ngày 7 tháng 4 năm 1951 và kế nhiệm bởi Abdullah Arif Yafi. Ngày 27 tháng 9 năm 1957, Oweini và hai cựu thủ tướng là Saeb Salam và Abdullah Yafi, bị bắt giữ vì cáo buộc thực hiện cuộc đảo chính và bạo động có vũ trang trong cuộc bầu cử tổ chức vào tháng 5.
Nhiệm kỳ thủ tướng thứ hai của Oweini từ ngày 20 tháng 2 năm 1964 đến 25 tháng 7 năm 1965 dưới thời tổng thống Charles Helou. Cả người tiền nhiệm và kế nhiệm ông là Rashid Karami. Oweini còn là lãnh đạo Mặt trận Quốc gia. Ông cũng từng làm Bộ trưởng Ngoại giao Liban ba lần; 1958-1960, vào năm 1965 và từ năm 1968 đến năm 1969. Trong nhiệm kỳ thứ ba làm bộ trưởng ngoại giao, Oweini cũng là bộ trưởng quốc phòng.

## Qua đời
Oweini qua đời năm 1971.

## Giải thưởng
Trước đây có một giải thưởng mang tên Hussein Al Oweini được trao.